# Vistaprint

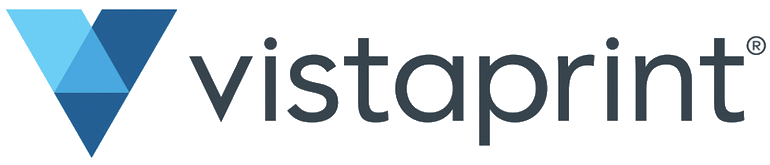
Logo de la empresa.

Vistaprint es un distribuidor en línea de artículos promocionales y de imprenta, así como de servicios de mercadeo para autónomos, PYMEs y particulares. En la vigésimo sexta lista de GAM, en la cual se recogen las 101 principales imprentas de Norteamérica, Vistaprint ocupa el puesto número cuarenta por ingresos, y es la cuarta empresa de servicios de impresión de Norteamérica con un crecimiento más rápido. También es la sexta mayor empresa de su sector por capitalización bursátil.
Los ingresos de Vistaprint han crecido desde los 6,1 millones de dólares en el cierre del año fiscal (30 de junio) de 2001, hasta los 400,7 millones de dólares en 2008. Según un análisis de compete.com, el dominio Vistaprint.com recibió 7.556.490 visitas durante junio de 2008.

## La empresa
Vistaprint tiene su sede en Hamilton, Bermudas. La empresa cuenta con un total de 1.600 empleados, repartidos entre sus oficinas y centros de impresión. En Estados Unidos, sus oficinas están situadas en Lexington, Massachusetts, mientras que las europeas se encuentran en Barcelona. Sus dos plantas de producción, cuyas dimensiones suman más de 19.000 m²; se encuentran en Windsor (Canadá) y en Venlo (Países Bajos). Gracias a su tecnología patentada y al alto grado de automatización, Vistaprint logra procesar grandes cantidades de pedidos personalizados en ambas instalaciones. Esta tecnología hace posible imprimir una media de 44.000 pedidos diarios.
Los pedidos de los clientes de Norteamérica se procesan en la planta de Windsor. Los procedentes de Europa y la región Asia-Pacífico se procesan en Vistaprint B.V. (Venlo). El centro de atención al cliente, Vistaprint Jamaica Limited, ubicado en Montego Bay (Jamaica) abrió sus puertas en noviembre de 2003.

## Historia
Vistaprint fue fundada en París (Francia) en 1995 por su actual presidente y director general Robert Keane, inmediatamente después de graduarse en la escuela de negocios INSEAD. Keane se había propuesto acabar con lo que él consideraba una carencia del mercado de la imprenta con respecto a las PYMEs y las microempresas. Mientras cursaba sus estudios, fue dándole forma a un plan que pondría en práctica de manera brillante. Las imprentas tradicionales sólo aceptaban pedidos de miles de unidades, lo cual las hacía inaccesibles para los pequeños empresarios. Keane vislumbró una oportunidad de negocio basada en la impresión de esos pedidos de volumen reducido en un breve espacio de tiempo. En la actualidad, esta carencia ha sido reconocida por muchas otras empresas del sector, como Staples y OfficeMax. No obstante, Vistaprint continúa siendo uno de los proveedores mejor posicionados.
Mediante una avanzada tecnología que permite agrupar pedidos de características similares, Vistaprint es capaz de procesar gran cantidad de pedidos en muy poco tiempo. De este modo, los consumidores pueden realizar pedidos de, por ejemplo, tan solo diez unidades en lugar de miles. Estos procesos y métodos de elaboración se han ido introduciendo en la extensa línea de producción de la empresa. A través de Internet, los clientes acceden al sitio web de Vistaprint. Desde allí, ellos mismos pueden crear los diseños de los artículos que desean comprar y realizar el pedido en el acto.

## El proceso de Vistaprint
Vistaprint aplica los principios de la producción en masa en su proceso de impresión. La empresa utiliza imprentas y técnicas de impresión industriales para la producción en pequeñas cantidades y, por otro lado, mantiene unos costes unitarios propios de la imprenta industrial. Gracias a una tecnología exclusiva, Vistaprint ha conseguido invertir la tradicional curva precio-cantidad para que los plazos relativamente cortos puedan resultar también económicos. Por este motivo, tener patentadas muchas de las fases del proceso supone una gran ventaja ante la competencia.
Vistaprint ofrece un sistema de diseño, validación y pedidos al que cualquiera puede acceder a través de la web. A su vez, la impresión, corte, empaquetado y envío se realizan desde las plantas de producción. Las piezas clave del proceso son un sistema totalmente integrado, la agrupación de diferentes pedidos, la homogeneización y una óptima automatización.
En este proceso entran en juego numerosas aplicaciones informáticas que coordinan gran cantidad de elementos en un dinámico proceso de producción que va desde el primer “clic” hasta el envío del pedido. Con dos grandes centros de producción, Vistaprint es una empresa integrada verticalmente, lo cual permite controlar el proceso de producción de principio a fin, y permite invertir en maquinaria más eficiente (como la prensa MAN Roland 700) y nuevas tecnologías para sus líneas de producción.
Vistaprint procesa miles de pedidos realizados por miles de clientes en todo el mundo a través de su sitio web. Pese al alto volumen de pedidos, se logra mantener una considerable homogeneidad. Los pedidos de distintos clientes pueden imprimirse mediante la aplicación de complejas fórmulas basadas en factores tales como el tipo de trabajo, el tipo de papel, el número de artículos y las fechas de finalización y entrega.
Vistaprint minimiza las opciones que suelen estar disponibles en el mundo de la imprenta comercial. Comercializa los artículos de imprenta más comunes, como tarjetas de visita o tarjetas postales. Para cada artículo existen medidas específicas, tipos de papel y colores de tinta. Esta homogeneidad facilita la impresión de diferentes pedidos en un mismo lote. Lo cual también ayuda a reducir el número de costes en la producción, ya que las tintas y el papel no deben cambiarse tan a menudo.
Para reducir los costes derivados de la mano de obra directa, Vistaprint aplica técnicas de producción integrada por ordenador (en inglés, Computer Integrated Manufacturing). Mediante las herramientas de diseño y publicación en línea, los clientes se convierten en diseñadores y editores. Los pedidos se imprimen automáticamente, sin necesidad de intervención humana. A través de inversiones en maquinaria de última tecnología (para la impresión, corte, empaquetado y envío), se consigue controlar electrónicamente la totalidad del proceso. La impresión se lleva a cabo de una sola pasada en prensas automáticas de gran formato y alta capacidad, que proporcionan acabados de calidad profesional. Una vez impresos, los productos se cortan a medida con un robot computarizado. Después se agrupan, empaquetan y etiquetan mediante un proceso exclusivo para ser finalmente enviados al cliente.
Con una brillante aplicación del concepto de la personalización en masa, que invierte tan solo 60 segundos de mano de obra en cada pedido, Vistaprint finaliza sus trabajos de una forma más rápida y económica que las imprentas tradicionales. Su estrategia se basa en recoger los encargos de PYMEs, autónomos y particulares que no pueden recurrir a las grandes imprentas tradicionales.
Al reducir gastos de mano de obra y producción, Vistaprint también consigue reducir el precio de los pedidos en pequeñas cantidades, lo que le permite abastecer a pequeñas empresas y consumidores y continuar obteniendo beneficios. Asimismo, el proceso logra generar un coste marginal muy bajo para pedidos de mayor volumen (500 tarjetas de visita en lugar de 250, por ejemplo) y para pedidos adicionales (un pedido adicional de tarjetas de visita, u otro juego de etiquetas para remite). Esto es lo que hace posible que Vistaprint ofrezca productos gratuitos, una incesante campaña viral de mercadeo, puesto que el precio por unidad es realmente bajo. Esto también significa que cada vez que el cliente aumenta las unidades de su pedido o añade otro producto a su compra los beneficios también son mayores. El proceso de Vistaprint supone un círculo virtuoso donde el incremento del número de clientes origina el descenso de los costes. A su vez, unos costes más bajos permiten a la empresa bajar sus precios para atraer cada vez a más clientes.

## Unidades de negocio
En mayo de 2008, la empresa cambió su estructura organizativa para establecerse en torno a dos unidades de negocio diferenciadas geográficamente, una en Norteamérica y otra en Europa. La unidad norteamericana está liderada por la presidenta de Vistaprint Norteamérica, Wendy Cebula, antigua directora de operaciones. La hasta el momento directora de mercadeo, Janet Holian, ocupa actualmente la presidencia de Vistaprint Europa y dirige esta unidad de negocio desde Barcelona, España.